# Mimi Perrin
Jeannine 'Mimi' Perrin (2 februari 1926 – 16 november 2010) was een Franse jazzmuzikante (zang, piano) en tolk.

## Biografie
Perrin ontving privé-muzieklessen, waaronder piano als kind, en studeerde Engels aan de Sorbonne. In 1949 kreeg ze tuberculose en werd ze behandeld in een sanatorium. Ze herstelde en raakte het Franse jazzcircuit in de cabaretten van Saint-Germain-des-Prés en kwam op de voorgrond in jazzclubs als pianiste in haar eigen trio. Ze ontmoette haar man, een amateurgitarist en bassist. Tussen 1956 en 1958 maakte ze deel uit van Blossom Dearie's vocale groep Blue Stars of France, maar werkte voornamelijk in studio's als achtergrondzangeres voor yé-yé zangers en bands.
In 1959 vormde ze het vocale sextet Les Double Six, dat onder meer bestond uit Louis en Monique Aldebert, Roger Guérin, Christiane Legrand, Ward Swingle, Eddy Louiss en Bernard Lubat. De bandnaam zinspeelde op het feit, dat de groep overdubben in de studio gebruikte om twaalfstemmige nummers te zingen. De groep oriënteerde zich op de vocalen van King Pleasure aan de ene kant en Lambert, Hendricks & Ross aan de andere kant en was begin jaren 1960 behoorlijk succesvol. Les Double Six voltooide verschillende Europese tournees en reisde ook naar Noord-Amerika, waar ze opnamen maakte met Quincy Jones, Dizzy Gillespie en Ray Charles. Perrin was de leider en belangrijkste solist in de groep en vestigde zich solo met John Coltrane's lied Naima als een van de grote jazzzangeressen. Uit haar ensemble kwamen uiteindelijk The Swingle Singers voort, geleid door Ward Swingle, nadat hij Le Double Six verliet. Een latere groep, in 1966 opgericht door Perrin, evenaarde haar eerdere succes niet en ze stopte met muziek na een nieuwe aanval van tuberculose.
Vanaf 1972 werkte ze als vertaler van sciencefiction- en fantasieverhalen van onder meer Roger Zelazny, Robert Sheckley, James Blish en Dean Koontz. In de jaren 1980 en 1990 vertaalde ze meer reguliere romans (waaronder Alice Walker's The Color Purple en Louise Erdrichs Tracks and Love Medicine), evenals biografieën van Nina Simone, Dizzy Gillespie, Quincy Jones en Steven Spielberg. Ze stond ook bekend om haar Franse vertolking van de romans van John le Carré sinds 1989 en later van Ha Jin, met haar dochter Isabelle.

## Overlijden
Mimi Perrin overleed in november 2010 op 84-jarige leeftijd.

## Discografie
- 1961-1962: Les Double Six meet Quincy Jones – Les Double Six
- 1963: Dizzy Gillespie & The Double Six of Paris
- 1964: The Double Six Of Paris sing Ray Charles